# Chrysallida eximia
Chrysallida eximia är en snäckart som först beskrevs av Jeffrey 1849.  Chrysallida eximia ingår i släktet Chrysallida, och familjen Pyramidellidae. Arten är reproducerande i Sverige.